# Lahavere
Lahavere är en ort i Estland. Den ligger i Pajusi kommun och landskapet Jõgevamaa, i den centrala delen av landet, 110 km sydost om huvudstaden Tallinn. Lahavere ligger 83 meter över havet och antalet invånare är 108.
Terrängen runt Lahavere är mycket platt. Runt Lahavere är det glesbefolkat, med 11 invånare per kvadratkilometer. Närmaste större samhälle är Jõgeva, 15,3 km öster om Lahavere. Omgivningarna runt Lahavere är en mosaik av jordbruksmark och naturlig växtlighet.